# Andreas Aagesen
Andreas Aagesen (5. srpna 1826 Kodaň – 26. října 1879 Kodaň) byl dánský právník.

## Život
Aagesen vystudoval právo na univerzitě v Kodani a Christianshavnu. Tyto studia na čas přerušila jeho účast v první šlesvické válce roku 1848, ve které válčil jako velitel záložního praporu. Od roku 1855 působil jako profesor právní vědy na univerzitě v Kodani, kde vyučoval římské právo. V roce 1870 byl jmenován členem komise pro vypracování námořního a obchodního zákoníku. Roku 1882 se podílel na vytvoření navigačního zákona. V roce 1879 byl zvolen členem horní komory Dánského parlamentu. Je autorem knih Bidrag til Læren om Overdragelse af Ejendomsret, Bemærkinger om Rettigheder over Ting (Copenhagen, 1866, 1871–1872) a
Fortegnelse over Retssamlinger, Retslitteratur i Danmark, Norge, Sverige (Copenhagen, 1876).